# Dedos de zinc RING
El dominio de dedo de zinc RING es un tipo de dedo de zinc que contiene un motivo caracterizado por la secuencia de aminoácidos Cys3HisCys4 capaz de unir cationes de zinc. Este dominio proteico contiene entre 40 y 60 aminoácidos. El acrónimo "RING" proviene de sus siglas en inglés "Really Interesting New Gene".

## Dedos de zinc
Los dominios de dedos de zinc (Znf) son motivos relativamente pequeños que unen uno o más átomos de zinc, y que generalmente contienen múltiples protrusiones parecidas implicadas en contactar en tándem con la molécula diana. Son capaces de unir ADN, ARN, proteínas y/o ciertos lípidos. Sus propiedades de unión dependen de la secuencia de aminoácidos del dedo de zinc implicado y de los enlaces entre dedos, así como del ordenamiento de las estructuras y del número de dedos de zinc. Los dominios Znf se encuentran a menudo en grupos donde los dedos pueden tener diferentes especificidades de unión. Hay muchas superfamilias de motivos Znf que varían tanto en secuencia como en estructura. Gracias a ello, presentan una gran versatilidad en sus modos de unión, incluso entre miembros de la misma clase (por ejemplo, algunos unen ADN y otros proteínas), lo que sugiere que los motivos Znf son estructuras estables que han evolucionado especializándose en multitud de funciones. Por ejemplo, se han descrito proteínas que contiene dedos de zinc en transcripción, en traducción, en tráfico de ARN mensajero, en organización del citoesqueleto, en desarrollo epitelial, en adhesión celular, en plegamiento de proteínas, en reordenamiento de la cromatina y en biosensores de zinc. Los dedos de zinc raramente van a sufrir un cambio conformacional después de haberse unido a su diana.
Algunos dedos de zinc han divergido evolutivamente hasta tal punto que aún mantienen el núcleo de su estructura, pero han perdido cu capacidad de unir zinc, utilizando otros medios como puentes salinos o unión con otros metales para estabilizar la estructura de los dedos.

## Función
Muchos dedos de zinc RING unen simultáneamente enzimas de ubiquitinación y sus correspondientes sustratos, actuando así como ubiquitín-ligasas. La ubiquitinación marca la proteína sustrato para la degradación.

## Estructura
El dominio de dedos de zinc RING tiene la siguiente secuencia consenso: C-X2-C-X[9-39]-C-X[1-3]-H-X[2-3]-C-X2-C-X[4-48]-C-X2-C.
En dicha secuencia, el código de letras es el siguiente:
- C es un residuo de cisteína conservado, implicado en la coordinación del zinc.
- H es un residuo de histidina conservado, implicado en la coordinación del zinc.
- Zn es un átomo de zinc.
- X es cualquier aminoácido.

A continuación se muestra una representación esquemática de la estructura de un dedo de zinc RING:
```
                              x x x     x x x
                             x      x x      x
                            x        x        x
                           x        x x        x
                          C        C   C        C
                         x  \    / x   x \    /  x
                         x    Zn   x   x   Zn    x
                          C /    \ C   H /    \ C
                          x         x x         x
                 x x x x x x         x         x x x x x x
```

## Ejemplos
A continuación se muestran ejemplos de genes humanos que codifican proteínas con dedos de zinc RING:
AMFR, BBAP, BFAR, BIRC2, BIRC3, BIRC7, BIRC8, BMI1, BRAP, BRCA1, CBL, CBLB, CBLC, CHFR, COMMD3, DTX1, DTX2, DTX3, DTX3L, DTX4, DZIP3, HCGV, HLTF, HOIL-1, IRF2BP2, KIAA1542, LNX1, LNX2, LOC51136, LONRF1, LONRF2, LONRF3, MARCH1, MARCH10, MARCH2, MARCH3, MARCH4, MARCH5, MARCH6, MARCH7, MARCH8, MARCH9, MEX3A, MEX3B, MEX3C, MEX3D, MGRN1, MIB1, MID1, MID2, MKRN1, MKRN2, MKRN3, MKRN4, MNAT1, MYLIP, NFX1, NFX2, PCGF1, PCGF2, PCGF3, PCGF4, PCGF5, PCGF6, PDZRN3, PDZRN4, PEX10, PJA1, PJA2, PML, PML-RAR, PXMP3, RAD18, RAG1, RAPSN, RBCK1, RBX1, RC3H1, RC3H2, RCHY1, RFP2, RFPL1, RFPL2, RFPL3, RFPL4B, RFWD2, RFWD3, RING1, RNF2, RNF4, RNF5, RNF6, RNF7, RNF8, RNF10, RNF11, RNF12, RNF13, RNF14, RNF19A, RNF20, RNF24, RNF25, RNF26, RNF32, RNF38, RNF39, RNF40, RNF41, RNF43, RNF44, RNF55, RNF71, RNF103, RNF111, RNF113A, RNF113B, RNF121, RNF122, RNF123, RNF125, RNF126, RNF128, RNF130, RNF133, RNF135, RNF138, RNF139, RNF141, RNF144A, RNF145, RNF146, RNF148, RNF149, RNF150, RNF151, RNF152, RNF157, RNF165, RNF166, RNF167, RNF168, RNF169, RNF170, RNF175, RNF180, RNF181, RNF182, RNF185, RNF207, RNF213, RNF215, SH3MD4, SH3RF1, SH3RF2, SYVN1, TIF1, TMEM118, TOPORS, TRAF2, TRAF3, TRAF4, TRAF5, TRAF6, TRAF7, TRAIP, TRIM2, TRIM3, TRIM4, TRIM5alfa, TRIM6, TRIM7, TRIM8, TRIM9, TRIM10, TRIM11, TRIM13, TRIM15, TRIM17, TRIM21 ligasa, TRIM22, TRIM23, TRIM24, TRIM25, TRIM26, TRIM27, TRIM28, TRIM31, TRIM32, TRIM34, TRIM35, TRIM36, TRIM38, TRIM39, TRIM40, TRIM41, TRIM42, TRIM43, TRIM45, TRIM46, TRIM47, TRIM48, TRIM49, TRIM50, TRIM52, TRIM54, TRIM55, TRIM56, TRIM58, TRIM59, TRIM60, TRIM61, TRIM62, TRIM63, TRIM65, TRIM67, TRIM68, TRIM69, TRIM71, TRIM72, TRIM73, TRIM74, TRIML1, TTC3, UHRF1, UHRF2, VPS11, VPS8, ZNF179, ZNF294, ZNF313, ZNF364, ZNF650, ZNFB7, ZNRF1, ZNRF2, ZNRF3, ZNRF4 y ZSWIM2.